# Potassa
Potassa (ou Gavorrano Scalo) est une frazione de la commune de Gavorrano, province de Grosseto, en Toscane, Italie. Au moment du recensement de 2011 sa population était de 208 habitants.
Le hameau est situé dans la Maremme grossetaine, à 30 km de la ville de Grosseto et à 7 km de le chef lieu municipal. La gare principale de la commune est située à Potassa, et pour cette raison le village est aussi appelé Gavorrano Scalo.